# Cotinga gorjamorada
La cotinga gorjamorada (Porphyrolaema porphyrolaema) és un ocell de la família dels cotíngids (Cotingidae) i única espècie del gènere Porphyrolaema	Bonaparte, 1854.

## Hàbitat i distribució
Habita el bosc de ribera de les terres baixes del sud-est de Colòmbia, est de l'Equador, nord-est, sud-est del Perú i oest del Brasil amazònic.